# Twente Milieu
Twente Milieu is een afvalverwerkingsbedrijf in Twente. Het hoofdkantoor van Twente Milieu is in Enschede.
Twente Milieu verzorgt het een afvalbeheer en taken in de openbare ruimte voor negen gemeenten: Almelo, Borne, Enschede, Haaksbergen, Hengelo, Hof van Twente, Losser, Oldenzaal en Wierden. Deze gemeenten zijn tevens aandeelhouders van Twente Milieu.
Twente Milieu beheert milieuparken in Almelo, (drie in) Enschede, Hengelo, Hof van Twente, Losser, Oldenzaal en Wierden.

## Taken
Twente Milieu heeft de volgende taken:
- verstrekken van afvaladvies
- voorlichting aan scholen en burgers
- verzamelpunten voor diverse afvalstromen
- ophaaldienst van huishoudelijk afval
- beheer openbare ruimten

## Geschiedenis
In 1997 is Twente Milieu ontstaan uit een fusie van de reinigingsdiensten van de vier Twentse gemeenten Almelo, Enschede, Hengelo en Oldenzaal. In 2003 kocht Essent Milieu (het latere Attero) 35% van de aandelen. In 2005 werden deze weer verkocht. Na de verkoop van de aandelen werd het weer een volledig overheidsbedrijf, nu in handen van de vijf gemeenten Enschede, Almelo, Hengelo, Hof van Twente en Oldenzaal.
Tot 2006 was Douwe Zijlstra directeur. Van 2007 tot en met 2008 was Eppo Bolhuis directeur van Twente Milieu. Van 2009 tot en met 2014 was Albert van Winden directeur. Alle drie hadden een gedwongen vertrek. Tussen 2015 en 2019 was Lisette Bosch directeur. De huidige directeur-bestuurder is Charles Vinke.